# Buffonellaria erecta
Buffonellaria erecta är en mossdjursart som beskrevs av Gordon och Jean-Loup d'Hondt 1997. Buffonellaria erecta ingår i släktet Buffonellaria och familjen Celleporidae. Inga underarter finns listade i Catalogue of Life.